# Altenburg (Neuental)
Die Altenburg ist ein 432,7 m ü. NHN hoher Berg des Naturraums Hessenwald in den Ostwaldecker Randsenken. Der Berg liegt im hessischen Schwalm-Eder-Kreis (Deutschland) größtenteils in den Gemeindegebieten von Bad Zwesten und Borken, Südhangteile zählen zum Neuentaler Gemeindegebiet.
Geologisch ist die Altenburg eine den Boden des Schwalmtals um knapp 250 m überragende Erhebung des Mittleren Buntsandsteins. Auf der Gipfelregion liegen Reste der eisenzeitlichen Ringwallanlage Altenburg, und auf dem Gipfel steht der Aussichtsturm Altenburgturm.

## Geografie

### Lage
Die Altenburg erhebt sich im Süden des Naturraums Hessenwald. Ihr auf der Grenze von Bad Zwesten und Borken befindlicher Gipfel liegt 1,6 km nordnordwestlich von Römersberg, dem nördlichsten Ortsteil von Neuental. Rund um den Berg verteilen sich neben Römersberg der Bad Zwestener Ortsteil Niederurff im Südwesten und der Bad Zwestener Kernort im Westnordwesten sowie die Borkener Stadtteile Kerstenhausen im Norden, Arnsbach im Ostnordosten und Trockenerfurth im Osten.
Westlich und nördlich vorbei am Berg fließt in langgestrecktem Bogen die Schwalm, die dabei Niederurff und Bad Zwesten im Osten sowie Kerstenhausen im Süden passiert. Direkt südwestlich des Bergs mündet im Löwensteiner Grund die Urff in die Schwalm. Letztere fließt etwa 2,5 km nordnordöstlich des Berggipfels durch die Schwalmpforte, die östlich von Kerstenhausen zwischen dem Kuhberg (342,9 m) im Süden und dem jenseits des Flusses befindlichen Berg Hundsburg (334,9 m) im Norden liegt.
Westlich bis nördlich vorbei am bewaldeten Berg zieht sich im Schwalmtal das Landschaftsschutzgebiet Auenverbund Schwalm (CDDA-Nr. 378405; 1993 ausgewiesen; 45,1006 km² groß).

### Naturräumliche Zuordnung
Die Altenburg gehört in der naturräumlichen Haupteinheitengruppe Westhessisches Bergland (Nr. 34) und in der Haupteinheit Ostwaldecker Randsenken (341) zur Untereinheit Hessenwald (341.6), die sich mit einem kurzen naturräumlichen Grenzabschnitt östlich an die Haupteinheit Kellerwald (344) anschließt. Die Landschaft fällt nach Westen in den Naturraum Löwensteiner Grund (341.7) ab und nach Osten in den Naturraum Trockenerfurther Gefilde (343.10), der in der Haupteinheit Westhessischen Senke (343) zur Untereinheit Landsburger Senke (343.1) zählt.

## Geschichte
Früheste Spuren menschlicher Anwesenheit auf der Altenburg sind schon für die Zeit der neolithischen Michelsberger Kultur (4400 bis 3500 v. Chr.) nachgewiesen. Eine dauerhafte Besiedlung bereits in dieser Zeit erscheint jedoch unwahrscheinlich.
In der Eisenzeit wurde auf der Gipfelregion die Ringwallanlage Altenburg angelegt. Erst zu Beginn der nordalpinen Eisenzeit, um 750 v. Chr. (Hallstatt C), wurde der Berg häufiger aufgesucht, längerfristig besiedelt und vermutlich auch bereits befestigt. Über das datierbare Fundmaterial ließen sich mehrere Kulturphasen bis zur mittleren La-Tène-Zeit, um 150 v. Chr. (La Tène C), nachweisen.
Namensgebend für den Berg dürfte wohl die Ringwallanlage Altenburg sein, die zu den am besten erhaltenen Ringwallsiedlungen in Nordhessen zählt und in der archäologischen Fachliteratur oft Altenburg bei Römersberg genannt wird. Der Nachweis, dass es sich um eine Anlage der Eisenzeit handelt, wurde Mitte des 19. Jahrhunderts durch den Archivar und Historiker Georg Landau erbracht. Die ehemalige Siedlung bedeckte eine Gesamtfläche von rund 8,3 Hektar und war von insgesamt drei Verteidigungsringen umgeben, von denen heute noch bis zu 4 m hohe Wälle erhalten sind.

## Altenburgturm

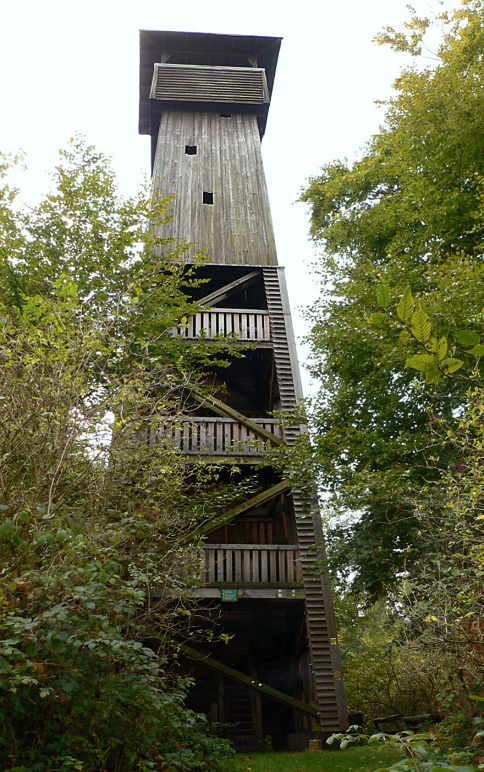
Altenburgturm, Aussichtsturm

Auf dem Berggipfel steht seit 1963 der hölzerne etwa 21 m hohe Aussichtsturm Altenburgturm. Der Rundumblick von seiner überdachten Aussichtsplattform in rund 18 m Höhe ist teilweise durch Bäume eingeschränkt. Frei ist der Blick in westliche Richtung über das Tal der Schwalm nach Bad Zwesten und über die Einmündung der Urff im Löwensteiner Grund hinweg zum Kellerwald, der 9,5 km südwestlich der Altenburg auf dem Wüstegarten mit 675,3 m seine größte Höhe erreicht. In Richtung Osten erkennt man zwischen den Bäumen die Borkener Kernstadt, den Gombether See und den Singliser See sowie bei guten Sichtbedingungen den 50 km nordöstlich liegenden Hohen Meißner (753,6 m). Nach Süden kann man, wiederum teilweise von Bäumen verdeckt, das Schwalmtal aufwärts über Neuental und Schwalmstadt hinweg bis zum 59 km entfernten Vogelsberg (773 m) blicken.

## Verkehrsanbindung und Wandern
Westlich und nördlich vorbei an der Altenburg führt vorbei an Oberurff sowie durch Bad Zwesten und Kerstenhausen im Schwalmtal die Bundesstraße 3, und 1,8 km östlich des Bergs verläuft in Nordnordost-Südsüdwest-Richtung – zwischen den Anschlussstellen Borken und Neuental – die Bundesautobahn 49. Auf dem Berg gibt es keine Straßen.
Über den Süd-, Ost- und Nordhang und dann über die Gipfelregion des Berges verläuft der 3,5 km lange Archäologische Wanderweg Altenburg. Er beginnt an einem Parkplatz eines Grillplatzes, der etwas nordnordwestlich der Ortschaft Römersberg auf dem Südhang des Berges liegt, und führt vorbei an 13 Stationen mit Informationstafeln. Alternativ lässt sich der Berg vom Bad Zwestener Campingplatz aus über die längeren Wege Z 25, Z 26 und Z 27 erwandern.